# Cantharellus cinereus
Лисичка сіра, кратереллюс ріжкоподібний (Cantharellus cinereus) — вид грибів роду лисичка (Cantharellus).

## Будова

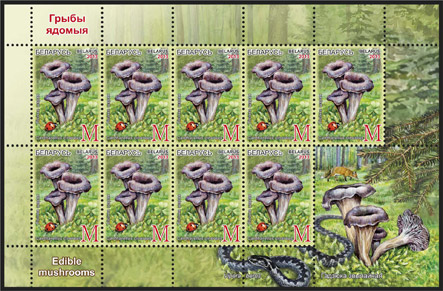
Лисичка сіра на марках Білорусі

Шапка діаметром до 8 см, лійкоподібної форми, що переходить у ніжку. Край шапки хвилястий, дещо підігнутий, тонкий. Ніжка заввишки до 12 см, якщо її розрізати впоперек, то вона циліндрична. Помітно, що ніжка дещо плавно звужена біля основи, має колір шапки, але в деяких плодових тіл буває темнішою. Молоді плодові тіла заввишки до 5 см, з діаметром шапки до 3 см дуже схожі на дорослі гриби.

## Поширення та середовище існування
Рідкісний гриб, який зустрічається зрідка досить великими групами в листяних, а подекуди і хвойних лісах.

## Практичне використання
Лисичка сіра - їстівний шапковий гриб третьої категорії, який вживають свіжим або сушеним. Якщо зварити його, то він стає чорним. Звідси ймовірно у різних народів цікаві назви лисички сірої: у англійців - ріг достатку, а в німців - труба смерті.

## Природоохоронний статус
Включений до Червоної книги Білорусі.